# 4540 Oriani
4540 Oriani (1988 VY1) là một tiểu hành tinh vành đai chính được phát hiện ngày 6 tháng 11 năm 1988 bởi Oss. San Vittore ở Bologna.